# Вулф, Гарри (историк)
Гарри Вулф (англ. Harry Woolf; 12 августа 1923[…], Бруклин, Нью-Йорк — 6 января 2003[…], Принстон, Нью-Джерси) — американский историк науки. Доктор философии (1955), эмерит-профессор Института перспективных исследований в Принстоне, его 5-й директор в 1976-1987 годах, перед тем именной профессор и завкафедрой Университета Джонса Хопкинса, а также в 1972-1976 годах провост оного. Член Американского философского общества (1977) и Американской академии искусств и наук (1983).
В годы Второй мировой войны служил в армии США; удостоился трех Бронзовых звезд. Получил степени бакалавра (1948) и магистра (1949) в области математики, физики и истории в Чикагском университете, а затем попал в Корнеллский университет, где получил докторскую степень по истории науки (его диссертация будет опубликована в 1959 году под названием Transits of Venus: A Study of Eighteenth-Century Science). Работая над докторской, он преподавал физику в Бостонском университете и историю в Университете Брандейса. В 1955 году стал ассистент-профессором Вашингтонского университета, а в 1961 году — именным профессором Willis K. Shepard Professor истории науки в Университете Джонса Хопкинса (до 1976); в 1961—1972 году там же зав. кафедрой истории науки и в 1972-1976 годах провост университета. С 1976 по 1987 год директор Института перспективных исследований в Принстоне, затем профессор-консультант там же — с 1994 года эмерит. Являлся приглашенным профессором в университетах Индии (1961) и шести стран Западной Африки (1971). Умер в результате осложнений болезни Паркинсона. Остались две дочери и двое сыновей.
В 1958—1964 годах редактор ISIS: An International Review Devoted to the History of Science and Its Cultural Influences.

### Редактор
- Quantification: A History of the Meaning of Measurement in the Natural & Social Sciences (1961)
- Science as a Cultural Force, (ed. and intro., 1964)
- Dictionary of Scientific Biography (1964—1980)
- Some Strangeness in the Proportion: A Centennial Symposium to Celebrate the Achievements of Albert Einstein (1980)
- The Analytic Spirit, Essays in the History of Science (1981)
- The Sources of Science (1964—1993)